# Tori (Mali)
Pour les articles homonymes, voir Tori.
Tori est une localité et une commune rurale du Mali de l'arrondissement central de Diallassagou, dans le cercle de Diallassagou et la région de Bandiagara.

## Histoire
En 2023, la localité est soustraite du cercle de Bankass et attachée au cercle de Diallassagou. 

## Villages
La commune s'étend sur 11 localités relevées lors du recensement général de 2009. 
Les villages les plus peuplés sont :
- Tori (9 262 habitants)
- Kouna (1 520 habitants)
- Kourkanda Habbé (1 228 habitants)